# Ministère des Mines (république démocratique du Congo)
 (mai 2020).
Le ministère des Mines de la république démocratique du Congo est le ministère responsable pour l'application de la législation minière au pays. Kizito Pakabomba Kapinga Mulume a pris officiellement ses fonctions de ministre des Mines au cours d'une cérémonie de remise et reprise jeudi 13 Juin 2024 avec Antoinette N’Samba Kalambayi.

## Missions
- Elaboration des cartes géologiques et minières ;

- Gestion du domaine minier et informations y relatives ;

- Promotion de la mise en valeur des ressources minérales ;

- Octroi des droits et titres pour les gisements miniers ;

- Suivi et contrôle technique des activités de prospection, de recherche et d’exploitation des ressources minérales ;

- Suivi et contrôle de commercialisation des produits miniers ;

- Police des exploitations des ressources minérales en matière d’hygiène, de salubrité et de sécurité ;

- Etablissement de la politique de transformation locale des produits miniers ;

- Gestion des questions environnementales liées à l’exploitation minière, en collaboration avec le ministère ayant l’environnement dans ses attributions.

## Organisation
[Quand ?] Le ministère des Mines compte un effectif de 1 787 personnes répartis dans les structures ci-dessous :
- Secrétariat général
- Direction des services généraux
- Direction des études et planification
- Direction administrative et financière
- Direction des mines
- Direction de géologie
- Direction des carrières
- Direction de la protection de l'environnement minier
- Direction de la métallurgie
- Direction de l'hygiène, sécurité et protection
- Direction de la réglementation et contentieux
- Direction des archives et nouvelles technologies de l'information et de communication
- Cellule de gestion des projets et marchés publics
- Inspection des mines et des carrières